# Operação Mockingbird
A Operação Mockingbird é, de acordo com algumas fontes, uma operação para cooptar jornalistas e influenciar a mídia pela CIA, a agência de inteligência dos Estados Unidos. De acordo com a escritora Deborah Davis, a operação foi iniciada nos anos 1950, em plena Guerra Fria, como resposta à criação, pela União Soviética, da Organização Internacional de Jornalistas, baseada em Praga, Checoslováquia.  Inicialmente, foi organizada por Cord Meyer e Allen W. Dulles, e mais tarde foi liderada por Frank Wisner após Dulles tornar-se o chefe da CIA. A organização recrutou jornalistas americanos numa rede para ajudar a apresentar pontos de vista da CIA, financiado organizações estudantis, culturais e revistas, sendo que é uma constante até os dias até à década de 2010 A operação também trabalhou para influenciar a mídia estrangeira em campanhas políticas, além de outras atividades de diversas unidades operacionais da CIA.

## História
A alegação de que a CIA executou uma "Operação Mockingbird" apareceu primeiramente em Katharine the Great, uma biografia de 1979 da proprietária do Washington Post, Katharine Graham, escrita pela repórter Deborah Davis. Segundo Davis, a Operação Mockingbird foi criada por Frank Wisner, diretor do Escritório de Coordenação de Políticas, uma unidade de operações secretas criada pelo Conselho de Segurança Nacional dos Estados Unidos. Davis escreve que a Mockingbird foi uma resposta à criação de uma organização comunista, a Organização Internacional de Jornalistas, que "recebia dinheiro de Moscou e controlava repórteres dos principais jornais da Europa, divulgando matérias que promoviam a causa comunista".
Em 1948, Frank Wisner foi nomeado diretor do Escritório de Projetos Especiais (OSP). Logo em seguida, a OSP foi rebatizada como Escritório de Coordenação Política (OPC) e se tornou uma operação secreta da CIA. Wisner foi orientado a criar uma organização que se concentrou em propaganda, guerra econômica; ação direta preventiva, incluindo sabotagem, anti-sabotagem, medidas de demolição e de evacuação; subversão contra Estados hostis, incluindo a assistência a grupos de resistência clandestinos e apoio de nativos anti-comunistas em países ameaçados do mundo livre". Mais tarde naquele ano, Wisner estabeleceu Mockingbird, um programa para influenciar a mídia estrangeira. Wisner recrutou Philip Graham do The Washington Post para executar o projeto dentro da indústria. De acordo com Deborah Davis em "Katharine, a Grande", "até o início dos anos 1950, os funcionários de Wisner eram membros respeitados do  New York Times, Newsweek, CBS e outros veículos de comunicação."
Cerca de 25 importantes empresas jornalísticas e 400 jornalistas apoiaram a CIA em seus propósitos, desde então, conforme admitiu a própria agência, diante da Comissão Church (1975). Nas palavras de um dos operadores da CIA , "você podia conseguir um jornalista mais barato do que uma boa garota de programa - por algumas centenas de dólares por mês". Nos anos 1950, o marido de Katharine Graham, Philip, teve um importante papel na Operação Mockingbird. Após a morte do marido, Katharine manteve o estreito relacionamento entre The Washington Post e a agência. Vários editores e repórteres do  Post, incluindo o editor-executivo, Ben Bradlee, e Bob Woodward, eram ligados à CIA ou à área de inteligência.
Em 1951, Allen W. Dulles convenceu Cord Meyer a se juntar à CIA. No entanto, há evidências de que ele fora recrutado vários anos antes e tinha espionado organizações de esquerda de que ele havia sido membro no final dos anos 1940. De acordo com Deborah Davis, Meyer tornou-se "diretor operativo" da Mockingbird.
Depois de 1953, a rede foi supervisionada pelo diretor da CIA, Allen Dulles. A metodologia usada era colocar materiais desenvolvidos a partir relatórios da CIA de forma consciente ou inconsciente a repórteres. Esses relatórios, então, eram repetidos ou citados pelos repórteres anteriores que por sua vez seriam, então, citados pelas agências de notícias. Essas redes foram executados por pessoas reconhecidas em grandes tabloides anti-soviéticos e liberais pró-americanos, como William S. Paley (CBS), Henry Luce, Arthur M. Schlesinger Jr., Arthur Hays Sulzberger (New York Times), Alfred Friendly (chefe de redação do Washington Post), Jerry O'Leary (Estrela de Washington), Hal Hendrix (Miami Notícias), Barry Bingham, Sr. (Louisville Courier-Journal), James Copley (Copley News Service) e Joseph Harrison (Christian Science Monitor).
O Gabinete de Coordenação Política (OPC) foi financiado desviando fundos destinados ao Plano Marshall. Parte desse dinheiro foi usado para subornar jornalistas e editores. Frank Wisner estava constantemente procurando maneiras de ajudar a convencer o público sobre os perigos do comunismo soviético. Em 1954, Wisner organizou o financiamento de uma produção hollywoodiana de Animal Farm como uma alegoria de animação baseada no livro escrito por George Orwell.
De acordo com Alex Constantine (Mockingbird: a subversão da imprensa livre pela CIA , primeiro capítulo do Governo Virtual: CIA Controle de Operações ideológicas na América, p 42), na década de 1950, "cerca de 3000 assalariados e funcionários da CIA foram envolvidos em esforços de propaganda ". Wisner foi capaz de constranger jornais para noticiar certos eventos, incluindo as responsabilidades da CIA para derrubar os governos do Irã (ver: Operação Ajax ) e da Guatemala (ver: Operação PBSUCCESS).
Thomas Braden, chefe da Divisão de Organizações Internacionais (IOD), desempenhou um papel importante na Operação Mockingbird. Muitos anos mais tarde, ele revelou o  esse papel:
"Se o diretor da CIA queria estender um presente, digamos, para alguém na Europa o empregado-líder acha que ele pensava assim: Este homem pode usar cinqüenta mil dólares, ele está trabalhando bem e fazendo um bom trabalho, ele poderia entregá-lo a ele e nunca tem de prestar contas a ninguém ... Simplesmente não havia limite para o dinheiro que poderia gastar e não há limite para o povo poderia contratar e não há limite para as atividades que poderiam decidir se necessário realizar a-guerra guerra secreta ... Foi uma multinacional. Talvez tenha sido um dos primeiros. Os jornalistas eram um alvo, sindicatos de trabalhadores de um determinado alvo, que foi uma das atividades em que os comunistas passaram a maior parte do dinheiro."

## Direção de Planos
Em agosto de 1952 o Escritório de Coordenação de Políticas, que tratava de ações encobertas como operações paramilitares ou influência psicológica e do Escritório de Operações Especiais que tratou de espionagem e contra-espionagem, foram reunidos no âmbito do director-adjunto para os planos (DDP), Allen W. Dulles . Quando Dulles tornou-se chefe da CIA em 1953, Frank Wisner se tornou chefe desta nova organização e Richard Helms tornou-se seu chefe de operações. Mockingbird tornou-se a responsabilidade do DDP.
John Edgar Hoover ficou com ciúmes do poder crescente da CIA. Institucionalmente, as organizações eram muito diferentes, com a CIA segurando grupos politicamente mais diversificados em contraste com o FBI que é mais conservador. Isso se refletiu na descrição de Hoover da OPC como "gangue de Wisner". Hoover começou a ter investigações feitas em pessoas de Wisner. Ele descobriu que alguns deles tinham sido ativa em de esquerda política na década de 1930. Esta informação foi passada para o senador Joseph McCarthy, que começou a fazer ataques contra membros da OPC. Hoover também deu detalhes para McCarthy de um caso que Frank Wisner teve com a princesa Caradja na Romênia durante a guerra. Hoover alegou que Caradja foi uma agente Soviética. McCarthy, como parte de sua campanha contra o governo, começaram a acusar outros altos membros da CIA como sendo de risco de segurança. McCarthy afirmou que a CIA era um "sumidouro de comunistas ", e disse que iria extirpar uma centena deles. Um de seus primeiros alvos foi Cord Meyer, que ainda estava trabalhando para a Operação Mockingbird. Em agosto de 1953, Richard Helms , o vice de Wisner no OPC, disse Meyer que McCarthy tinha lhe acusado de ser comunista. O Federal Bureau of Investigation disse que não estava disposto a dar a Meyer "certificado de segurança", sem se referir a nenhuma prova contra ele. Allen W. Dulles e Frank Wisner vieram em sua defesa e se recusaram a permitir que um interrogatório do FBI de Meyer.
Com a rede de autoridade na CIA ameaçado, Wisner foi direcionado para desencadear Mockingbird em McCarthy. Tirou Pearson, Joe Alsop, Jack Anderson, Walter Lippmann e Ed Murrow todos os envolvidos na cobertura intensamente negativa de McCarthy. De acordo com Jack Anderson, sua reputação política foi danificado permanentemente pela cobertura da imprensa orquestrada por Wisner.

## Guatemala
Mockingbird foi muito ativa durante a derrubada do presidente Jacob Arbenz Guzmán na Guatemala durante a Operação PBSUCCESS. Dulles cooptou certos jornalistas para irem viajar para a Guatemala, incluindo Sydney Gruson do New York Times. Como a riqueza e o poder da CIA aumentando, seu foco agressivo em relação à União Soviética logo começou, não só a aquecer a Guerra Fria, mas também romper relações com aliados europeus da América. Eles consideraram a ascensão de movimentos da libertação do terceiro mundo como potenciais ameaças aos seus sistemas políticos.
Por conseguinte, mesmo na esteira da campanha secretário de Estado John Foster Dulles durante a campanha presidencial de 1952 para "reverter a Cortina de Ferro ", as operações de ação encoberta americanos vieram sob escrutínio tão logo Dwight Eisenhower foi inaugurado em 1953. Ele logo configurar uma operação de avaliação chamado Solarium, que teve três comissões que jogam jogos de análise para ver quais os planos de ação deve ser continuado. Em 1955, o presidente Eisenhower criou o Comitê 5412, afim de manter mais de um meio de controle sobre as atividades secretas da CIA. O comitê (também chamado de Grupo Especial) incluiu o diretor da CIA, o conselheiro de segurança nacional, e os secretários adjuntos no Estado e da Defesa. Eles foram para determinar se ações secretas estavam "adequada" e no interesse nacional. Richard B. Russell , presidente de os EUA Senado Comitê de Serviços Armados também foi incluído no grupo. Como Allen W. Dulles foi mais tarde a admitir, por causa de "negação plausível", ações secretas da CIA planejadas não foram encaminhados ao Comitê de 5412 para revisão.
Em última análise, Eisenhower tornou-se preocupado com o facto da CIA atividades secretas estavam sendo mal coordenada com a política externa americana. Pensou que poderia ter expressado altos interesses corporativos de famílias de classe alta da elite norte-oriental. Em 1956, ele nomeou David KE Bruce como membro do Conselho de Administração do Presidente de Consultores em Atividades de Inteligência Estrangeiras (PBCFIA). Eisenhower perguntou Bruce para escrever um relatório sobre a CIA. Ele foi apresentado ao Eisenhower em 20 de dezembro de 1956. Bruce argumentou que acções encobertas da CIA eram "responsáveis em grande medida para agitar o tumulto e elevando as dúvidas sobre nós que existe em muitos países no mundo de hoje". [ 15 ] Bruce era também muito crítico em relação Mockingbird. Ele argumentou: ". O que direito temos de ir intrometendo em torno de outros países que compram jornais e entregando dinheiro a partidos da oposição ou apoiar um candidato para isto, aquilo ou aquilo outro cargo".
Depois de Richard M. Bissell, Jr. perdeu seu cargo de diretor-adjunto para os planos em 1962, Tracy Barnes assumiu a gestão de Mockingbird. De acordo com Evan Thomas, em seu livro The Very Best Men (1995), Barnes plantada editoriais sobre candidatos políticos que foram considerados como pró-CIA.

## Primeira exposição
Em 1964, a Random House publicou o livro "Governo Invisivel" por David Wise e Thomas Ross. O livro expôem o papel da CIA na política externa. Isto incluiu golpes da CIA na Guatemala (Operação PBSUCCESS) e Irã (Operação Ajax) e do ataque da Báia de Porcos. Ele também revelou as tentativas da CIA para derrubar o presidente Sukarno na Indonésia e as operações secretas que ocorrem no Laos e Vietnã. A CIA considerado comprando toda a impressão de governo invisível, mas a ideia foi rejeitada quando a Random House salientou que, se isso acontecesse, eles teriam que imprimir uma segunda edição. John McCone , o novo diretor da CIA, tentou impedir Edward Yates de fazer um documentário sobre a CIA para a National Broadcasting Company (NBC). Essa tentativa de censura falhou, e NBC transmitir este documentário crítico.
Em junho de 1965, Desmond FitzGerald foi apontado como chefe da Direção de Planos e assumiu o comando do Mockingbird. No final de 1966, FitzGerald aprendeu que Ramparts, outra publicação de esquerda apoiado pela CIA, tinha descoberto que a CIA tinha sido secretamente financiando a Associação Nacional dos Estudantes e estava considerando a publicação de uma conta. Quando a revista informou a CIA-lo tinha "perdido o controle da informação", e provavelmente seria obrigado a divulgar, FitzGerald ordenou um plano para neutralizar ou a campanha e/ou vento-down Mockingbird.
Ele nomeou Edgar Applewhite para organizar uma campanha contra Ramparts. Mais tarde Applewhite disse para o livro de Evan Thomas "The Very Best Me": "Eu tinha todos os tipos de truques sujos para ferir a sua circulação e financiamento As pessoas escreviam para a Ramparts eram vulneráveis à chantagem. Tivemos coisas terríveis em mente, alguns das quais realizamos.."
Stern expôs todo o sistema de organizações anti-comunistas de fachada na Europa, Ásia e América do Sul. É chamada por Cord Meyer como uma figura-chave nesta campanha, que incluiu o financiamento da revista literária Encounter. Applewhite conseguiu controlar um pouco do esquema por referências de lideranças distantes das organizações de esquerda e para a maioria das poucas organizações conservadoras apoiados por a CIA.
Em maio de 1967, Thomas Braden publicado "Estou feliz com o fato de que a CIA é imoral", no Saturday Evening Post. Ele defendeu as atividades da Divisão de Organizações Internacionais unidade da CIA. Braden disse que a CIA mantinha essas atividades secretas do Congresso. Como ele escreveu: "No início de 1950, quando a Guerra Fria estava muito quente, a ideia de que o Congresso teria aprovado muitos dos nossos projetos foi tão provável quanto a John Birch Society aprovar o Medicare.
Segundo o jornalista norte-americano Carl Bernstein, mais de 400 jornalistas, dentre eles o Henry Luce em mais de 25 empresas de mídia dentre elas a Newsweek, a Revista Time, o Saturday Evening Post, o The Miami Herald, o American Broadcasting Company, o National Broadcasting Company, a Associated Press, a UPI, a Reuters e o New York Herald Tribune apoiaram o esquema.
Segundo um testemunho sob juramento em um julgamento em 1977 do advogado William Schaap no caso da morte de Martin Luther King Jr., ele assumiu que naquela época que a CIA financiava milhares de jornalistas e tem suas próprias organizações de mídia.

## Investigações do comitê
Mais detalhes da Operação Mockingbird foram revelados, como resultado das investigações do senador Frank Church (comissão selecionada para estudar Operações Governamentais em Matéria de Atividades de Inteligência) em 1975. De acordo com o Congresso relatório publicado em 1976:
A CIA mantém atualmente uma rede de várias centenas de indivíduos estrangeiros de todo o mundo que fornecem informações para a CIA e às vezes tentam influenciar a opinião através do uso da propaganda dissimulada. Estes indivíduos fornecer a CIA, com acesso directo a um grande número de jornais e periódicos, dezenas de serviços de imprensa e agências de notícias, emissoras de rádio e de televisão, editoras de livros comerciais, e outros meios de comunicação estrangeiros.
Frank alegou que desinformar o mundo custou aos contribuintes americanos uma estimativa de 265 milhões de dólares por ano.
Em fevereiro de 1976, George H. W. Bush , o recentemente nomeado Diretor da CIA, anunciou uma nova política: "A partir de agora, a CIA não vai entrar em qualquer relacionamento pago ou contrato com qualquer tempo inteiro ou a tempo parcial notícias correspondente credenciado por qualquer serviço americano de notícias, jornal, revista, rádio ou rede de televisão ou estação ". Ele acrescentou que a CIA vai continuar a "acolher" o voluntariado e a cooperação não remunerada dos jornalistas.